# Museum of Brisbane

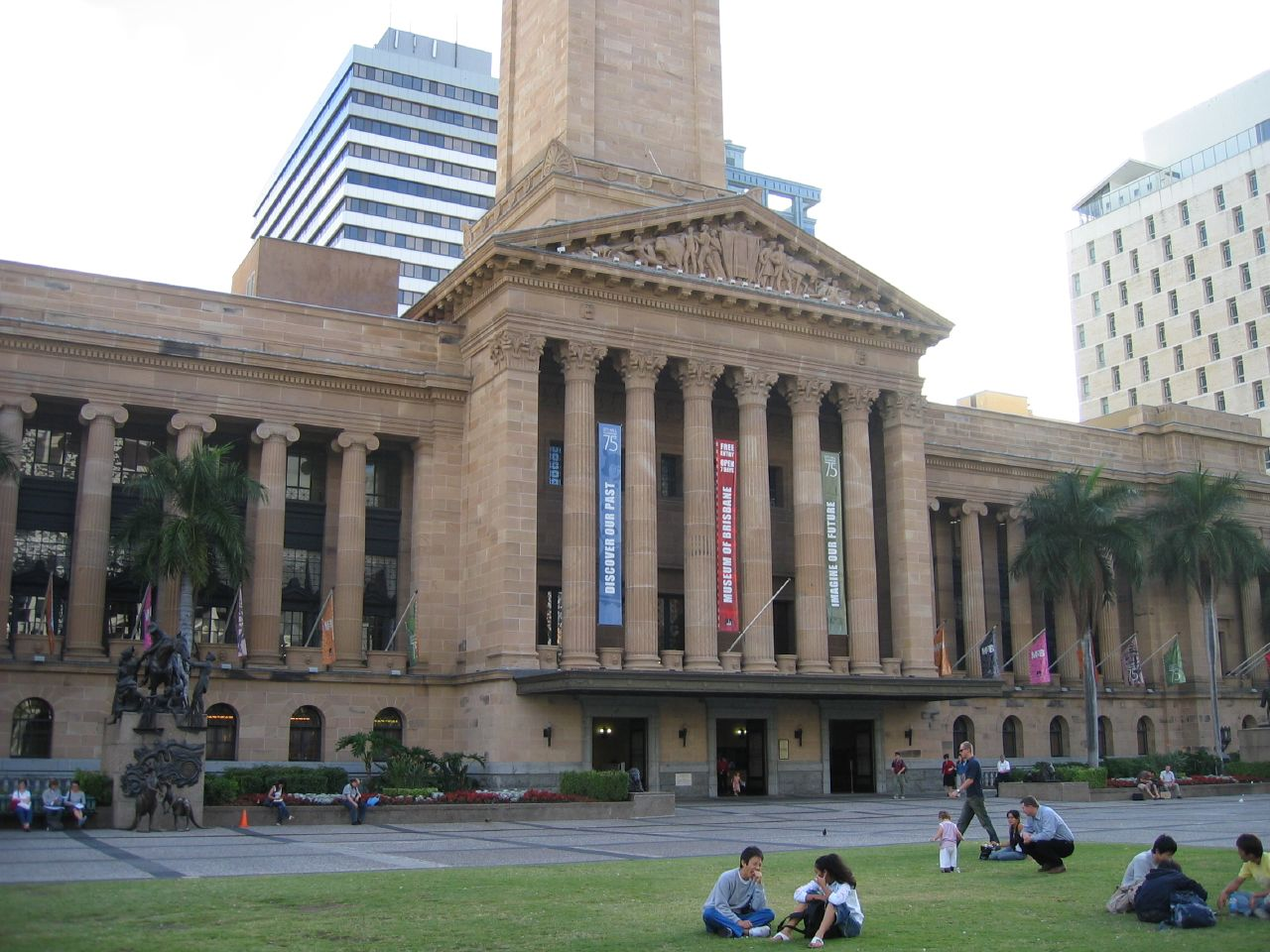
Museum of Brisbane

Das Museum of Brisbane ist ein öffentliches Museum, das sich im Erdgeschoss der Brisbane City Hall in der Hauptstadt des australischen Bundesstaates Queensland befindet und sich über 200 m erstreckt. Es wurde 2003 eröffnet und zählt bereits über 700.000 Besucher.
Zu beiden Seiten des Eingangs am King George Square befinden sich Kunstgalerien. Das Museum hat einen sozial-historischen Schwerpunkt. Die Ausstellungen werden in regelmäßigen Abständen gewechselt. Gelegentlich werden einige davon auch als Wanderausstellungen in den Vororten von Brisbane gezeigt.
Zwei Ausstellungen sind besonders erwähnenswert: Die eine führt mit einer Sammlung von historischen Fotografien von Gebäuden durch die Stadtgeschichte und die andere befasst sich in einer Serie von Fotopostern mit Stipendiaten, die durch das Churchill Fellowship unterstützt wurden.
Der Eintritt in das Museum ist frei.